# Sinopoda xieae
Sinopoda xieae là một loài nhện trong họ Sparassidae. S. xieae được miêu tả năm 2001 bởi Peng & Chang-Min Yin.